# Enterramientos en los internados para niños indígenas de Canadá
Los enterramientos en internados para niños indígenas de Canadá son áreas de inhumación de un desconocido número de escolares que murieron mientras residían en los internados del sistema de Escuelas residenciales indígenas de Canadá. En la documentación que ha llegado hasta la actualidad hay pocas referencias explícitas a cementerios asociados con estos internados, pero la duración de las escuelas sugiere que la mayoría tenía cementerio. La mayoría de estos cementerios no estaba registrada, y por tanto, la ubicación de numerosos enterramientos de las escuelas residenciales se ha perdido. La Comisión de la Verdad y la Reconciliación de Canadá ha pedido la identificación, documentación, mantenimiento, conmemoración y protección de los cementerios de las escuelas residenciales y otros lugares donde se hayan enterrado niños de dichas escuelas.
Las escuelas residenciales para indígenas de Canadá fue una red de internados para niños indígenas dirigidas y financiadas por el Departamento de Asuntos Indios y administradas sobre todo por Iglesias cristianas. El sistema de escuelas residenciales capturaba y aislaba a los niños indígenas de la influencia de su propia cultura y religión nativas con el fin de asimilarlos a la cultura canadiense dominante. Dado que la mayoría de internados fueron fundados por misioneros cristianos con el propósito de convertir a los niños indígenas al cristianismo, estas escuelas solían estar cerca de iglesias de misiones con cementerios comunitarios. A menudo se enterraba a los estudiantes en estos cementerios en lugar de devolver sus restos a sus comunidades natales, puesto que el Departamento de Asuntos Indios esperaba que las escuelas controlaran los gastos al máximo. Además, brotes ocasionales de enfermedades condujeron a la creación de fosas comunes cuando una escuela carecía de suficiente personal para enterrar a los estudiantes de manera individual.
Desde la década de 1970 se han identificado cadáveres, tumbas sin nombre y potenciales lugares de enterramiento cerca de internados por todo el territorio canadiense, sobre todo utilizando el georradar. Hasta la fecha, se estima que los emplazamientos de tumbas anónimas guardan más de 1900 personas no registradas, niños en su mayoría. No obstante, se ha documentado que más de 4100 niños murieron mientras vivían en el sistema de escuelas residenciales. El 4º volumen de la Comisión de Verdad y Reconciliación de Canadá identifica 3200 muertes en su Registro de Muertes Confirmadas de Estudiantes Identificados de Escuelas Residenciales y el Registro de Muertes Confirmadas de Estudiantes No Identificados de Escuelas Residenciales. En mayo de 2021, el problema de las tumbas anónimas volvió a la palestra después de que un antropólogo detectara con el radar cambios en el terreno en la Escuela Residencial Indígena de Kamloops, y llegara a la conclusión de que eran 215 “probables enterramientos” (este número se redujo más tarde a 200).
En los meses siguientes se produjeron varios descubrimientos similares que suscitaron conmemoraciones y protestas, seguidas de una serie de incendios provocados de iglesias en Canadá y una visita “expiatoria” del papa Francisco a Canadá en 2022.

## Antecedentes
El Sistema canadiense de Escuelas Residenciales Indígenas fue una red de internados para amerindios, financiados por el Departamento de Asuntos Indios del Gobierno canadiense y administrados por Iglesias cristianas por todo el país. Este sistema escolar se creó para capturar a niños indígenas y aislarlos de la influencia de su cultura y su religión con el fin de asimilarlos a la cultura dominante en Canadá.
El sistema de escuelas residenciales funcionó durante más de 120 años: la última de estas escuelas cerró en 1997. Un número considerable de niños indígenas murieron mientras asistían a esas escuelas, la mayoría de enfermedades o en incendios, y en algunas escuelas llegaron a tener índices del 20% de fallecimientos durante los años más letales. La mayoría de las muertes de estudiantes registradas en escuelas residenciales se produjeron antes de los años 50, ya que a partir de entonces, la popularización de los tratamientos antituberculosos redujo la incidencia de la enfermedad.
 Se sigue desconociendo el número exacto de muertes en estas escuelas a causa del deficiente sistema de registro.
Pocas de estas escuelas tienen documentado explícitamente un cementerio, aunque dado el extenso tiempo en que operaron, es probable que la mayoría tuviera camposanto. Algunos estuvieron oficialmente asociados con escuelas, pero quedaron abandonados después de que la escuela cerrara, mientras que otros podrían haber sido ubicaciones de enterramientos sin marcar incluso cuando la escuela aún funcionaba. El Informe de la Comisión de la Verdad y la Reconciliación estima que el número de tumbas anónimas ronda las 3200, pero otras fuentes consideran esta cifra muy conservadora, y creen que el número podría ser mucho mayor.
El 4º volumen del informe final de la Comisión de la Verdad y la Reconciliación de Canadá (TRC), dedicado a los niños desaparecidos y las tumbas anónimas, se desarrolló después de que los miembros originales de la Comisión se dieran cuenta en 2007 de que el tema exigía su propio grupo de trabajo. Tras investigar los registros disponibles, analizar imágenes de satélites y mapas de las ubicaciones de las escuelas, y visitar una muestra representativa de ubicaciones por todo el país, los investigadores concluyeron que en su mayor parte, los cementerios que la Comisión documentó están abandonados, en desuso y expuestos a perturbaciones accidentales. Esta investigación de la Comisión resultó en la creación de una base de datos centralizada de información sobre el lugar en que están enterrados niños que murieron en escuelas residenciales. De las 139 escuelas residenciales reconocidas, la Comisión identificó 59 cementerios, y se crearon 55 informes individuales que detallan la historia de cada cementerio.
El esfuerzo de documentar totalmente los niños que nunca volvieron a casa desde las escuelas sigue en marcha. La Comisión de la Verdad y la Reconciliación identificó 1953 casos de niños, de los que 477 necesitan una investigación más profunda, y 1242 estudiantes más, cuyo nombre aún no se conoce, pero se sabe que murieron en una de las escuelas. El Centro Nacional para la Verdad y la Reconciliación (NCTR) ha llevado a cabo una revisión de los registros y ha añadido a 471 estudiantes al memorial. Se espera que este número aumente según avanzan las investigaciones. En total, actualmente hay 4126 niños en el registro memorial nacional de estudiantes. La investigación sigue en marcha, y es probable que este número aumente con el tiempo. Actualmente, el memorial solo contiene el nombre de los estudiantes de las escuelas sujetas al Acuerdo de Asentamiento de Escuelas Residenciales Indígenas (IRSSA) y no incluye a los estudiantes que murieron mientras asistían a escuelas externas u otras no sujetas al IRSSA.

## Investigación de enterramientos sin marcar
Desde los años 70 se han llevado a cabo investigaciones en los alrededores de escuelas residenciales utilizando varios métodos, entre ellos herramientas arqueológicas no invasivas como el georradar. En mayo de 2021, el anuncio de resultados preliminares de una de estas investigaciones en la antigua ubicación de la Escuela Residencial Indígena de Kamloops se convirtió en noticia internacional y reactivó las voces que exigen la investigación de otras antiguas ubicaciones de escuelas residenciales para buscar tumbas sin marcar.

### Sumario de enterramientos presuntos y confirmados
| Ubicación                                 | Institución                                                                             | Tumbas supuestas | Tumbas confirmadas | Fecha Identificación o primer anuncio | Forma de identificación | Ref                  |
| ----------------------------------------- | --------------------------------------------------------------------------------------- | ---------------- | ------------------ | ------------------------------------- | --- | -------------------- |
| Battleford, SK                            | Escuela industrial Battleford                                                           | —                | 74                 | 1974                                  | En 1974 se identificaron y excavaron 74 tumbas sin marcar mediante investigación de archivos, examen de la superficie y excavación.                                                        | [ 17 ]               |
| Fort Providence, NWT                      | Escuela de la Misión del Sagrado Corazón                                                | 298              | —                  | 1992–1994                             | Investigación histórica comunitaria y georradar | [ 18 ]               |
| High River, AB                            | Escuela industrial Dunbow                                                               | —                | 34                 | 1996                                  | Aparecieron restos de 34 personas en féretros cuando una riada erosionó las orillas del río Highwood.                                                                                      | [ 19 ]               |
| Saddle Lake Cree Nation, AB               | Escuela Residencial Indígena de Blue Quills                                             | 19               | "numerosos"        | 2004 / 19 de abril de 2023            | Descubrimiento accidental de esqueletos infantiles envueltos en telas blancas, se sospecha que sea una fosa común de víctimas del tifus desde 2004. Georradar.                             | [ 20 ]               |
| Regina, SK                                | Escuela industrial indígena Regina                                                      | —                | 35–40              | 2012                                  | Registros históricos e investigación arqueológica | [ 21 ]               |
| Lestock/ Pueblo muskowekwan, SK           | Escuela Residencial Indígena de Muscowequan                                             | 10–15            | 19                 | 1992, 2018–2019                       | Se descubrieron 19 tumbas durante la construcción de una conducción de agua (1992). Se identificaron 10–15 posibles tumbas con georradar (2018–2019)                                       | [ 22 ] [ 23 ] [ 24 ] |
| Kamloops, BC                              | Escuela Residencial Indígena de Kamloops                                                | 200              | —                  | 28 de mayo de 2021                    | Georradar | [ 4 ]                |
| Brandon, MB                               | Escuela Residencial Indígena de Brandon                                                 | 104              | —                  | 4 de junio de 2021                    | Investigación de archivos, entrevistas, georradar y conductividad electromagnética terrestre                                                                                               | [ 25 ]               |
| Marieval, SK                              | Cementerio de la iglesia católica cercana a la Escuela Residencial Indígena de Marieval | 751              | —                  | 24 de junio de 2021                   | Investigación de archivos, entrevistas, georradar | [ 26 ]               |
| Cranbrook/Pueblo ktunaxa, BC              | Hospital de St. Eugene, cerca de la Escuela Residencial Indígena de Kootenay            | 182              | —                  | 30 de junio de 2021                   | Georradar y trabajos asociados con obras anteriores de recuperación en torno al Cementerio comunitario adyacente                                                                           | [ 27 ]               |
| Kuper Island/Penelakut Island, BC         | Escuela Residencial Indígena de Kuper Island                                            | 160              | —                  | 8 de julio de 2021                    | Georradar y entrevistas | [ 28 ]               |
| Delmas, SK                                | Escuela Residencial de Thunderchild                                                     | 44               | 1                  | Finales de 2021                       | Un agricultor encontró la tumba de Henry Atcheynum, de 14 años, a un kilómetro de una zona que se había revisado con georradar en el entorno de la Antigua ubicación de la escuela         | [ 29 ]               |
| Williams Lake, BC                         | Escuela Residencial de la Misión de St. Joseph                                          | 159              | —                  | 25 de enero de 2022                   | Georradar, LiDAR. Se identificaron 93 posibles tumbas en la fase 1 y 66 tumbas más en la fase 2                                                                                            | [ 30 ] [ 31 ]        |
| Kamsack, SK                               | Escuela Residencial Indígena de St. Philip                                              | 12               | —                  | 15 de febrero de 2022                 | Historia oral y georradar | [ 32 ]               |
| Fort Pelly, SK                            | Escuela Residencial de Fort Pelly                                                       | 42               | —                  | 15 de febrero de 2022                 | Historia oral y georradar | [ 32 ]               |
| Grouard, AB                               | Escuela Residencial de Grouard (St. Bernard)                                            | 54               | —                  | 1 de marzo de 2022                    | Georradar | [ 33 ]               |
| Grouard, AB                               | Cementerio comunitario cercano a la Escuela Residencial de Grouard (St. Bernard)        | 115              | —                  | 1 de marzo de 2022                    | Georradar | [ 33 ]               |
| Punnichy, SK                              | Escuela Residencial Indígena de George Gordon                                           | 14               | —                  | 20 de abril de 2022                   | Georradar | [ 34 ]               |
| Sandy Bay, MB                             | Escuela Residencial Indígena de Sandy Bay                                               | 13               | —                  | Mayo de 2022                          | Georradar | [ 35 ]               |
| Pueblo sagkeeng, MB                       | Comunidad en torno a la Escuela Residencial Indígena de Fort Alexander (Pine Falls)     | —                | —                  | 6 de junio de 2022                    | El georradar detectó 190 cambios en el suelo que no se identificaron como tumbas. En el terreno de la escuela no había ninguna.                                                            | [ 36 ]               |
| Star Blanket Cree Nation, SK              | Escuela Residencial Indígena de Qu'Appelle                                              | —                | 1                  | 12 de enero de 2023                   | Se encontró un fragmento de mandíbula infantil. El georradar arrojó más de 2000 resultados, aunque no todos son sospechosos de ser tumbas                                                  | [ 37 ]               |
| Pueblo anishinabe de Wauzhushk Onigum, ON | Escuela Residencial Indígena de St. Mary                                                | 171              | —                  | 16 de enero de 2023                   | Georradar | [ 38 ] [ 39 ]        |
| Pueblo tseshaht                           | Escuela Residencial Indígena de Alberni                                                 | 17               | —                  | 21 de febrero de 2023                 | El georradar encontró 17 posibles tumbas, y la investigación histórica a base de entrevistas con supervivientes estableció en 67 el número total de estudiantes que murió en esta escuela. | [ 40 ] [ 41 ]        |
| Pueblo shíshálh                           | Escuela Residencial Indígena de St. Augustine                                           | 40               | —                  | 20 de abril de 2023                   | Georradar | [ 42 ] [ 43 ]        |
| Joussard, AB                              | Escuela Residencial Indígena de St. Bruno                                               | 88               | —                  | 26 de junio de 2023                   | Georradar |                      |
| Pueblo dene de English River              | Escuela Residencial Indígena de Beauval                                                 | 93               | —                  | 29 de agosto de 2023                  | combinación de georradar, geología y arqueología | [ 44 ]               |
| Carcross, Yukón                           | Escuela Residencial Indígena de Chooutla                                                | 12               | —                  | 26 de septiembre de 2023              | Georradar y magnetómetro | [ 45 ]               |